# Primera División de Uruguay 1920
Campeonato Uruguayo de Fútbol 1920 var den 20:e säsongen av Uruguays högstaliga i fotboll. Ligan spelades som en serie där samtliga tolv lag mötte varandra vid två tillfällen. Totalt spelades 132 matcher med 364 gjorda mål.
Nacional vann sin åttonde titel som uruguayanska mästare.

## Deltagande lag
Tolv lag deltog i mästerskapet; elva från Montevideo, och Universal från San José de Mayo.
Liverpool och Uruguay Onward flyttades upp från föregående säsong. Det var båda lagens första säsong i Primera división.

## Poängtabell
| Nr | Lag                  | S  | V  | O  | F  | GM | IM | MS  | P  |
| -- | -------------------- | -- | -- | -- | -- | -- | -- | --- | -- |
| 1  | Nacional             | 22 | 19 | 2  | 1  | 85 | 12 | +73 | 40 |
| 2  | Peñarol              | 22 | 17 | 4  | 1  | 45 | 6  | +39 | 38 |
| 3  | Central              | 22 | 13 | 3  | 6  | 30 | 21 | +9  | 29 |
| 4  | Universal            | 22 | 12 | 4  | 6  | 44 | 22 | +22 | 28 |
| 5  | Montevideo Wanderers | 22 | 10 | 3  | 9  | 31 | 23 | +8  | 23 |
| 6  | Reformers            | 22 | 5  | 9  | 8  | 16 | 30 | −14 | 19 |
| 7  | Uruguay Onward       | 22 | 8  | 3  | 11 | 32 | 49 | −17 | 19 |
| 8  | Liverpool            | 22 | 4  | 10 | 8  | 22 | 26 | −4  | 18 |
| 9  | Belgrano             | 22 | 5  | 6  | 11 | 15 | 35 | −20 | 16 |
| 10 | Dublin               | 22 | 4  | 5  | 13 | 12 | 42 | −30 | 13 |
| 11 | Charley              | 22 | 4  | 4  | 14 | 13 | 56 | −43 | 12 |
| 12 | River Plate FC       | 22 | 3  | 3  | 16 | 19 | 42 | −23 | 9  |